# Knittelfeld
Knittelfeld osztrák város Stájerország Mura-völgyi járásában. Lakossága 2017 januárjában 12 658 fő volt.

## Elhelyezkedése

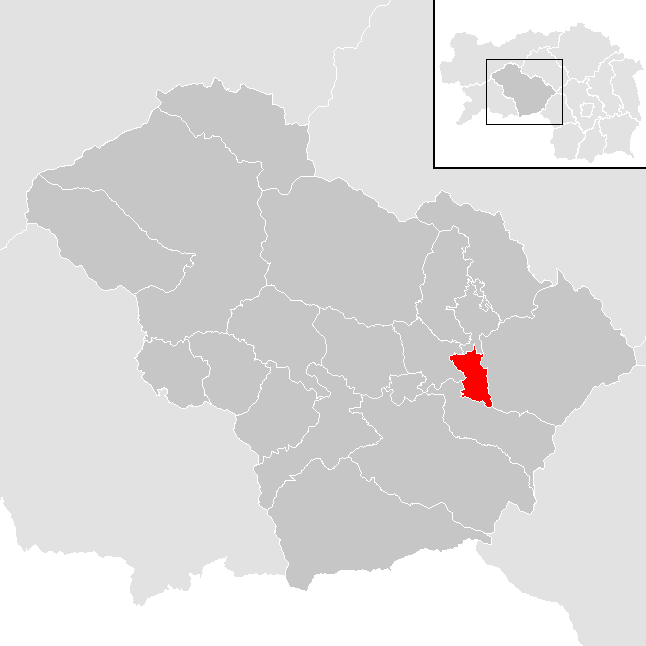
Knittelfeld a Mura-völgyi járásban

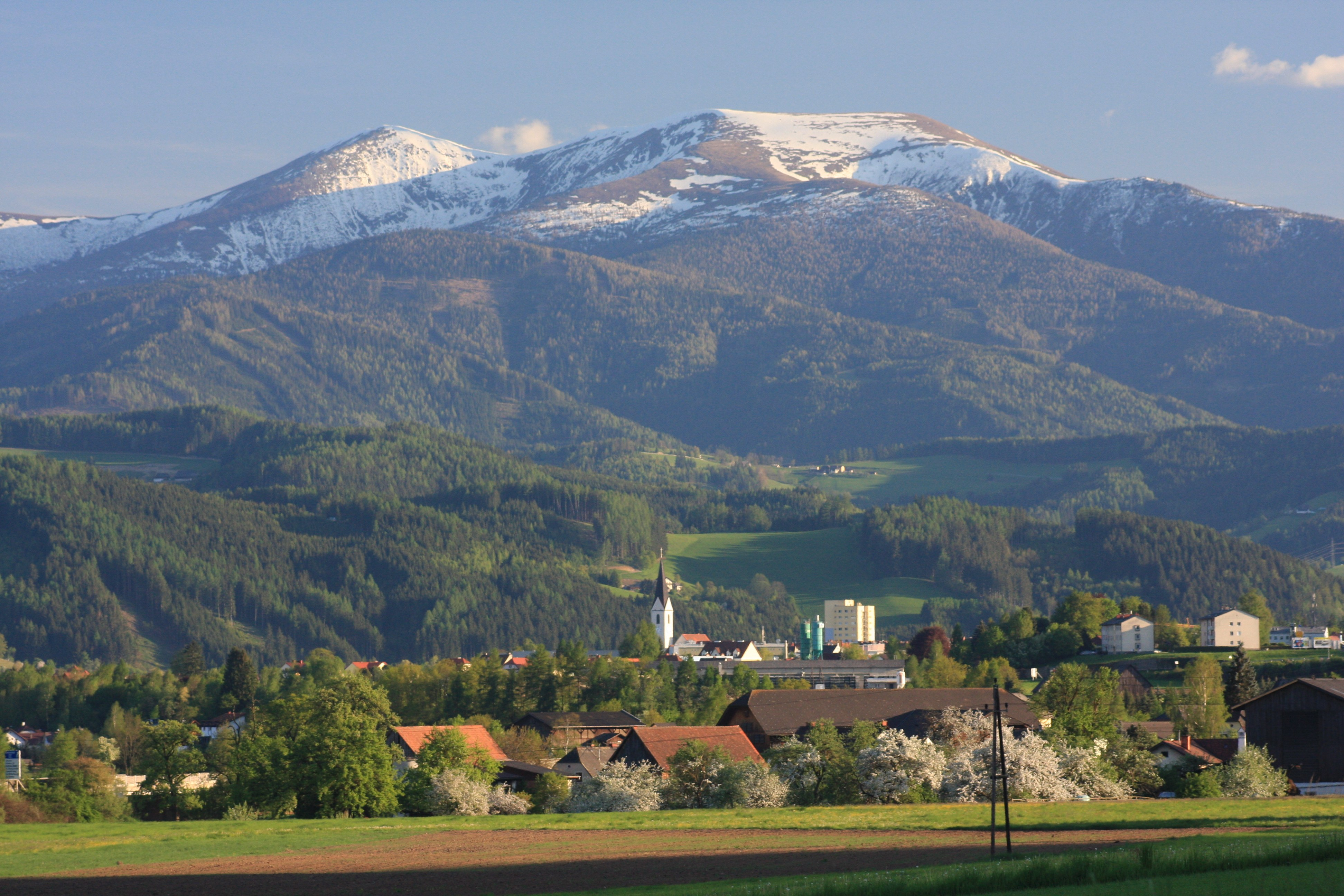
A város dél felől

Knittelfeld Felső-Stájerországban, a Mura mentén, az Aichfeld-medence keleti végében fekszik, 645 m-es tengerszint fölötti magasságon. Az önkormányzathoz három település tartozik: Apfelberg (235 lakos), Knittelfeld (11 375 lakos) és Landschach (936 lakos).
A környező önkormányzatok: északra Kobenz, keletre Sankt Margarethen bei Knittelfeld, délre Lobmingtal, nyugatra Spielberg.  

## Története
A települést először 1224-ben említik. 1292-ben Knittelfeld mellett győzte le I. Albert herceg a Landsberger-szövetség seregét. 1302-ben városjogot kapott.
Az első világháborúban a város mellett fogolytábort létesítettek. 1915-ben kb. 30 ezer - jórészt orosz - hadifoglyot őriztek itt, a város lakosságának többszörösét. Olaszország hadbalépése után a táborban az Isonzó-front sebesültjeinek hoztak létre kórházat, amelynek kapacitása meghaladta az 5 ezer beteget. A háború után a tábort Knittelfelder Neustadt városrésszé alakították.
A második világháborúban 1945. február 23-án a szövetségesek teljesen lebombázták Knittelfeld belvárosát.
A város 2002-ben az országos hírlapok címlapjára került, amikor az Osztrák Szabadságpárt itt rendezte gyűlését és az ún. "knittelfeldi puccs" az első Schüssel-kormány bukásához vezetett.
A 2015-ös stájerországi közigazgatási reform keretében az addig önálló Apfelberg községet Knittelfeldhez csatolták.

## Lakosság
Knittelfeld lakosságát 2016. január 1-én 12 667 főre becsülték. A város lakosainak száma 1971-ig folyamatosan nőtt és elérte a 15 693-at, azóta azonban fokozatosan csökken. 2015-ben a helybeliek 83,6%-a volt osztrák állampolgár; a külföldiek közül 1% a régi (2004 előtti), 9,8% az új EU-tagállamokból érkezett. 3,1% a volt Jugoszlávia (Szlovénia és Horvátország nélkül) vagy Törökország, 2,5% egyéb országok polgára.
A 2001-es népszámlálás során a knittelfeldiek 65,8%-a vallotta magát katolikusnak, 5,8% protestánsnak, 3,5% muszlimnak, 2,2% ortodox kereszténynek, 20,4% pedig felekezet nélkülinek. Ugyanekkor 42 magyar élt a városban.

## Gazdaság
Az osztrák ipar hanyatlása éreztette magát a környéken és a munkahelyek száma lecsökkent. A munkanélküliség az országos átlag fölött van. A legnagyobb munkaadók a vasút, amely több mint kétezer embert foglalkoztat, az Austria Email AG, a városi önkormányzat és a villanymotorokat gyártó ATB AG (utóbbi mintegy 600 dolgozóval).

## Látnivalók

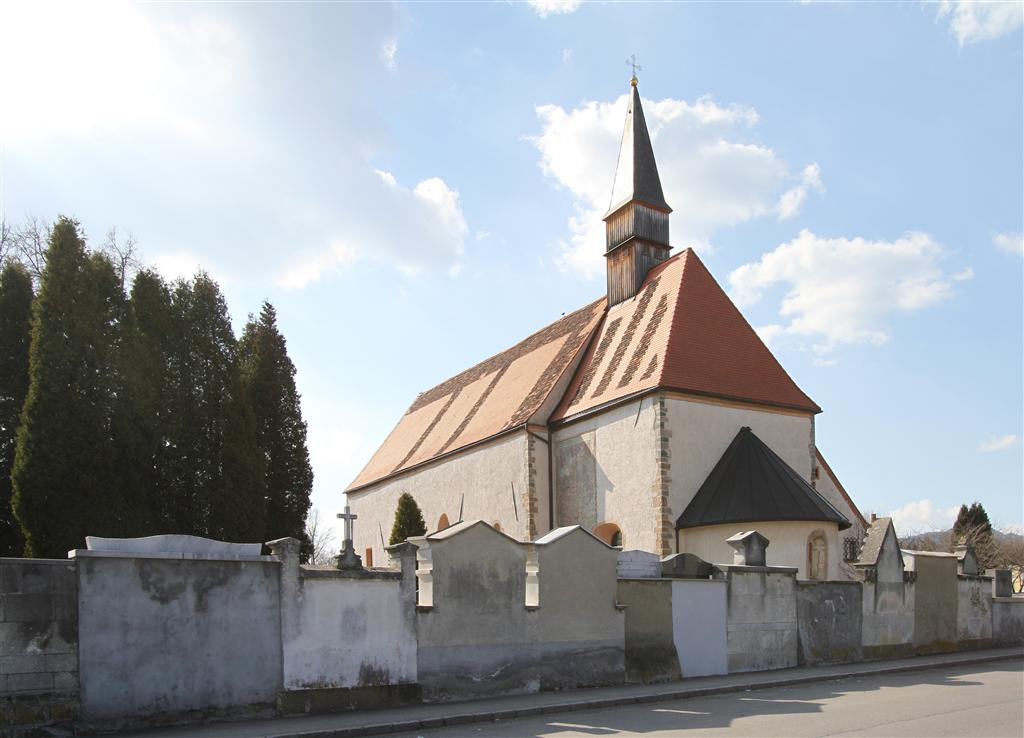
A temetői Szt. János-templom

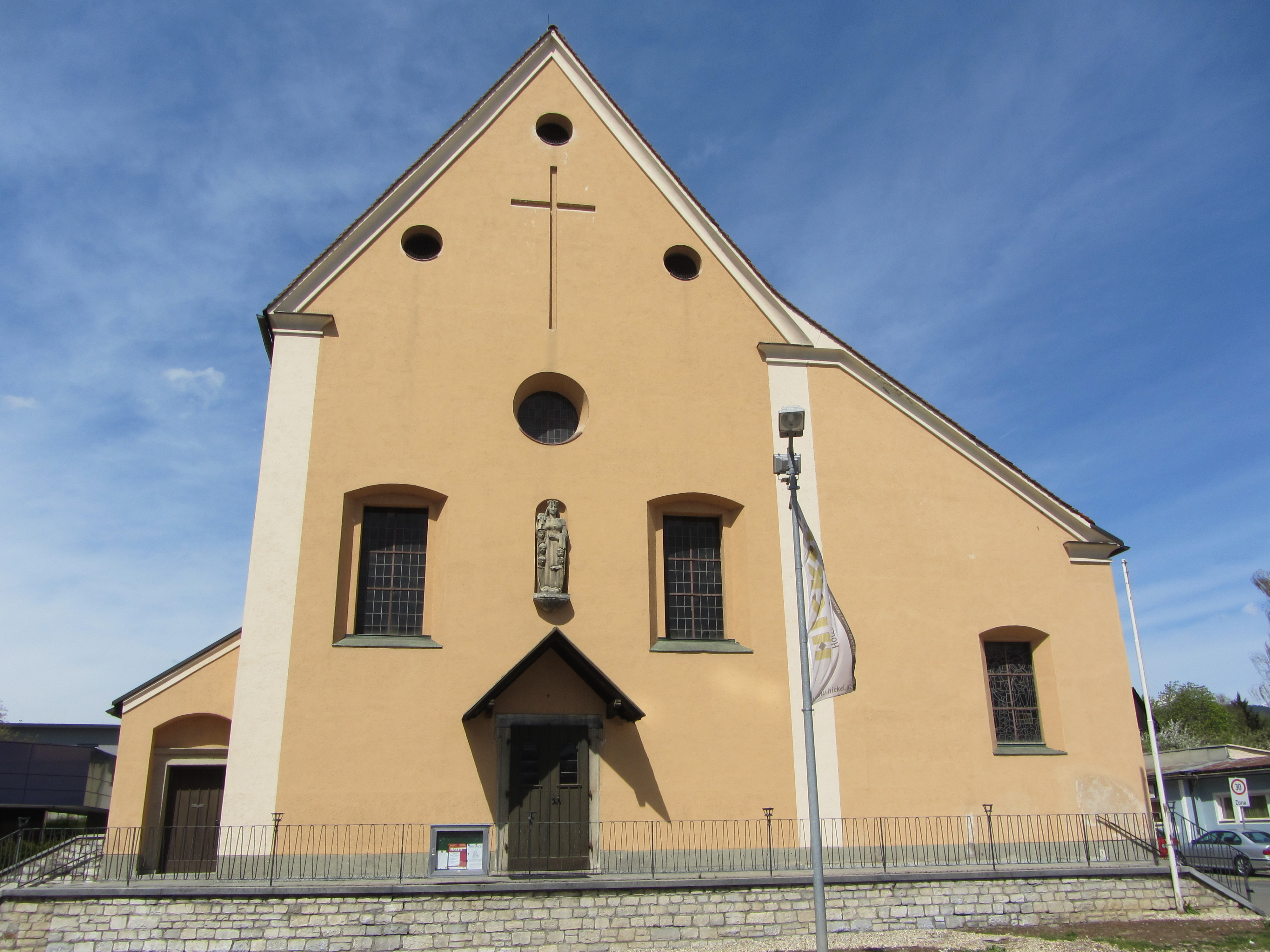
A kapucinusok temploma

A második világháborúban Bécsújhely mellett Knittelfeld szenvedte el a legnagyobb károkat az osztrák városok közül, így történelmi épületeinek nagy része megsemmisült.  
- a Krisztus király-plébániatemplom
- az 1719-es főtéri pestisemlékoszlop
- a neuistadti volt fogolytábor
- Friedensplatz
- a kapucinusok Angyali üdvözlet-temploma
- vasútmúzeum
- városházi képtár
- a fatornyos Szt. János-templom

## Híres knittelfeldiek
- Gert Hofbauer (1937 - ) karmester
- Lizzi Waldmüller (1904-1945) színésznő, énekesnő

## Testvérvárosok
- Kameoka, Japán
- Barcs, Magyarország

## Fordítás
- Ez a szócikk részben vagy egészben  a   Knittelfeld című német Wikipédia-szócikk ezen változatának fordításán alapul.  Az eredeti cikk szerkesztőit annak laptörténete sorolja fel. Ez a jelzés csupán a megfogalmazás eredetét és a szerzői jogokat jelzi, nem szolgál a cikkben szereplő információk forrásmegjelöléseként.